# 板門店宣言

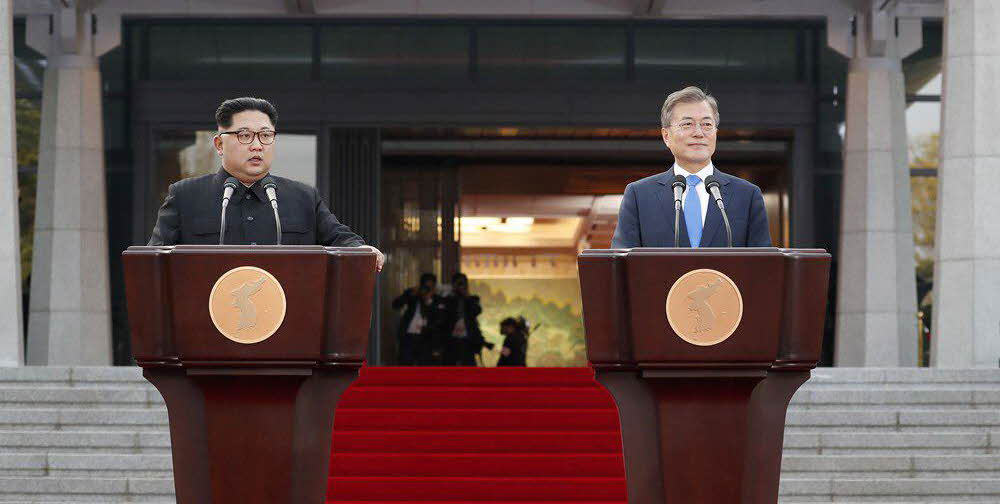
板門店で共同宣言を発表する両首脳

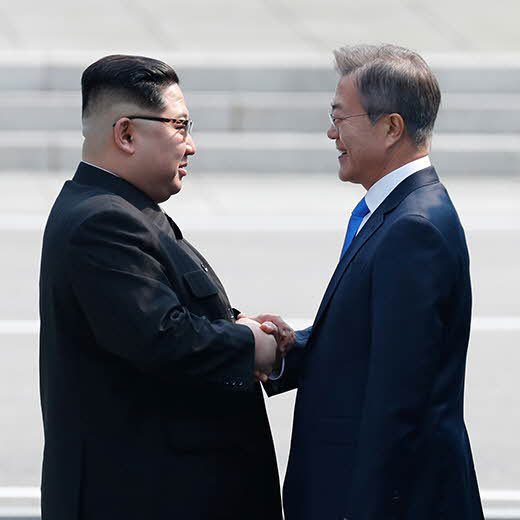
板門店の軍事境界線で握手を交わす両首脳

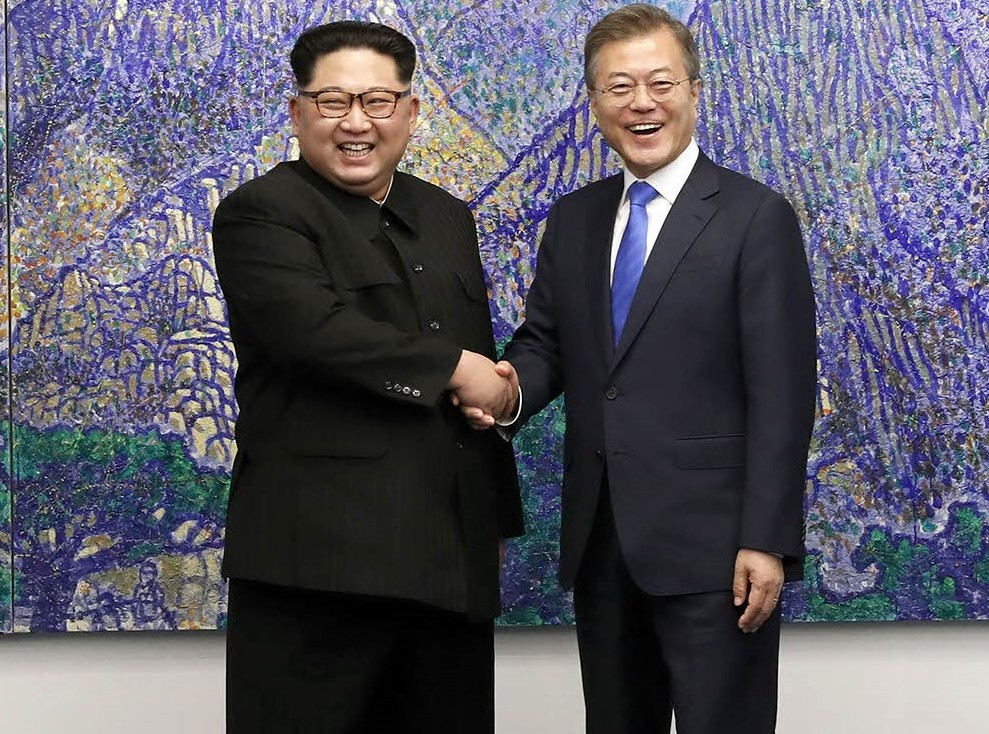
第3回南北首脳会談に臨む韓国の文在寅大統領と北朝鮮の金正恩朝鮮労働党委員長（2018年4月27日撮影）

板門店宣言（はんもんてんせんげん/パンムンジョム-）は、2018年南北首脳会談に臨んだ大韓民国（韓国）と朝鮮民主主義人民共和国（北朝鮮）の両首脳により4月27日に発表された共同宣言である。

## 概要
正式には「朝鮮半島（韓半島）の平和と繁栄、統一のための板門店宣言」（조선반도(한반도)의 평화와 번영, 통일을 위한 판문점 선언）という。
2018年4月27日に韓国の文在寅大統領と北朝鮮の金正恩国務委員会委員長（朝鮮労働党委員長）は板門店で第3回南北首脳会談を行った。その際に宣言された合意内容には以下のような事項が盛り込まれた。
- 朝鮮半島の完全な非核化を南北の共同目標とし、積極的に努力をすること
- 休戦状態の朝鮮戦争の終戦を2018年内に目指して停戦協定を平和協定（英語版）に転換し、恒久的な平和構築に向けた南・北・米3者、または南・北・米・中4者会談の開催を積極的に推進すること
- 過去の南北宣言とあらゆる合意の徹底的な履行
- 高位級会談、赤十字会談など当局間協議の再開
- 南北共同連絡事務所を北朝鮮の開城に設置
- 南北交流、往来の活性化
- 鉄道、道路の南北連結事業の推進
- 相手方に対する一切の敵対行為を全面的に中止し、まずは5月1日から軍事境界線一帯で実施する
- 黄海の北方限界線一帯を平和水域にする
- 接触が活性化することにより起こる軍事的問題を協議解決するため、軍事当局者会談を頻繁に開催。2018年5月に将官級軍事会談を行う
- 不可侵合意の再確認および遵守
- 軍事的緊張を解消し、軍事的信頼を構築し段階的軍縮を行う
- 首脳会談、ホットラインを定例化、2018年秋に文在寅大統領が平壌を訪問する